# Педурень (комуна, Тіміш)
Педурень, Педурені (рум. Pădureni) — комуна у повіті Тіміш в Румунії. До складу комуни входить єдине село Педурень.
Комуна розташована на відстані 404 км на захід від Бухареста, 18 км на південь від Тімішоари.

## Населення
У 2009 році у комуні проживали 1574 особи.

## Зовнішні посилання
- Дані про комуну Педурень на сайті Ghidul Primăriilor [Архівовано 21 липня 2010 у Wayback Machine.]